# Rui Lacerda
Rui Lacerda (8 de octubre de 1991) es un deportista portugués que compite en piragüismo en la modalidad de maratón.
Ganó dos medallas de bronce en el Campeonato Mundial de Piragüismo en Maratón de 2024 y siete medallas en el Campeonato Europeo de Piragüismo en Maratón entre los años 2018 y 2025.

## Palmarés internacional
| \| Campeonato Mundial \| Campeonato Mundial \| Campeonato Mundial \| Campeonato Mundial \| \| Año \| Lugar \| Medalla \| Competición \| \| ------------------ \| ------------------------ \| ------------------ \| ------------------ \| \| 2024 \| Metković (Croacia) \| Medalla de bronce \| C1 \| \| 2024 \| Metković (Croacia) \| Medalla de bronce \| C2 \| \| Campeonato Europeo \| \| \| \| \| Año \| Lugar \| Medalla \| Competición \| \| 2018 \| Metković (Croacia) \| Medalla de plata \| C1 \| \| 2021 \| Moscú (Rusia) \| Medalla de plata \| C2 \| \| 2024 \| Poznań (Polonia) \| Medalla de plata \| C1 \| \| 2024 \| Poznań (Polonia) \| Medalla de plata \| C2 \| \| 2024 \| Poznań (Polonia) \| Medalla de bronce \| C1 (DC) \| \| 2025 \| Ponte de Lima (Portugal) \| Medalla de oro \| C2 \| \| 2025 \| Ponte de Lima (Portugal) \| Medalla de plata \| C1 \| |                          |                   |             |
| Campeonato Mundial |                          |                   |             |
| Año | Lugar                    | Medalla           | Competición |
| 2024 | Metković (Croacia)       | Medalla de bronce | C1          |
| 2024 | Metković (Croacia)       | Medalla de bronce | C2          |
| Campeonato Europeo |                          |                   |             |
| Año | Lugar                    | Medalla           | Competición |
| 2018 | Metković (Croacia)       | Medalla de plata  | C1          |
| 2021 | Moscú (Rusia)            | Medalla de plata  | C2          |
| 2024 | Poznań (Polonia)         | Medalla de plata  | C1          |
| 2024 | Poznań (Polonia)         | Medalla de plata  | C2          |
| 2024 | Poznań (Polonia)         | Medalla de bronce | C1 (DC)     |
| 2025 | Ponte de Lima (Portugal) | Medalla de oro    | C2          |
| 2025 | Ponte de Lima (Portugal) | Medalla de plata  | C1          |